# Alexander: En gud blir till
Alexander: En gud blir till (originaltitel: Alexander: The Making of a God) är en brittisk historisk dramadokumentärserie vars första säsong har en planerad premiär på strömningstjänsten Netflix den 31 januari 2024. Första säsongen består av sex avsnitt.

## Handling
Serien kretsar kring Alexander den store och hans liv som kung av Makedonien.

## Rollista (i urval)
- Mido Hamada - kung Darius
- Buck Braithwaite - Alexander